# Plava trava zaborava
Plava trava zaborava je country & western sastav osnovan u Zagrebu 1982.
Sastav je osnovan na inicijativu Dražena Vrdoljaka. Bili su prvi sastav toga žanra na području Jugoslavije, a u vrijeme osnivanja imali su 8 članova.
Početne četiri godine su djelovali kao klupski sastav, pretežno po Hrvatskoj i Sloveniji, da bi nakon toga počeli održavati koncerte diljem Europe, uglavnom na festivalima country i blues glazbe.
Album prvijenac Live! snimka je prvog velikog koncerta koji su održali 1984. u Kulušiću, zagrebačkom koncertnom klubu u kojem su nastali mnogi albumi uživo poznatih sastava. Kao posebnost tog albuma ističe se skladba "Orange Blossom Special" u kojoj se pojavljuju tri domaće teme: zagorska ("Lepe ti je Zagorje zelene"), dalmatinska ("Dva Bracanina") i bosanska ("Bosno moja, divna, mila"). Njihov drugi album Country, izdan godinu dana kasnije uz obrade hitova, donio je i prvu autorsku pjesmu "Yugo Goes to Nashville". Na njemu su zabilježene i gošće, i to: Margita Stefanović iz Ekaterine Velike, te Vesna Srećković kao prateći vokal. Treći album Hat trick iz 1987. nastavio je stopama prethodnika, a novost je bio country prepjev pjesme "O Marijana" Dubrovačkih trubadura ("Oh Maryanne"). Godinu poslije izdali su drugi album uživo Dance All Night, a na petom albumu Plava trava zaborava iz 1990. mjesto su našle autorske skladbe autora poput Đorđa Novkovića, Zrinka Tutića i Rajka Dujmića.
Osim tradicionalnih country hitova, sastav izvodi i obrade domaćih hitova te autorske radove. Uspješno su surađivali i s mnogim domaćim i svjetskim izvođačima, autorima te glazbenicima. Nastupali su u Sovjetskom Savezu, diljem Europe, pa i u Sjedinjenim Američkim Državama.
U svjetsku enciklopediju country i western glazbe koju izdaje Virgin uvršteni su 1998., a iste godine nizozemska contry i western federacija proglašava ih trećim najatraktivnijom izvođačem uživo u svijetu. Do sada su prodali više od 500.000 nosača zvuka.

## Diskografija
- Live! (1984.)
- Country (1985.)
- Hat trick (1987.)
- Dance all night – live (1988.)
- Plava trava zaborava (1990.)
- Muddy river blues (1996.)
- I to sam ja (1997.)
- 16 nam je godina tek (1998.)
- Ultimate colection (2009.)

## Vanjske poveznice
- Jedina trava koja nikada neće biti zelena  Arhivirana inačica izvorne stranice od 1. listopada 2015. (Wayback Machine) Objavljeno 15. travnja 2009., pristupljeno 23. siječnja 2014.